# Вадуц
Вадуц је главни град Кнежевине Лихтенштајн. Седиште је федералног парламента. У граду живи око 5.000 становника. Налази се на обали реке Рајне. Градска катедрала је седиште католичке бискупије.
Име Вадуц је или романског порекла, од латинског акведукт (варијанта: avadutg), или потиче од немачког дијалектског термина Валдуч (Valdutsch, долина Немаца).
У Вадуцу се налази велика уметничка колекција, музеј. Град има развијен туризам током целе године.

## Историја
Вадуц се први пут помиње 1150. Од средине 14. века замак у Вадуцу је седиште грофова Вадуца. Овај замак су спалили Швајцарци 1499. Године 1719, грофовија Вадуц и посед Шеленберг су постали независна кнежевина под именом Лихтенштајн. Ова кнежевина је добила место у Рајхстагу 1723.

## Становништво
Према попису из 2019. године, град Вадуц је имао 5.696 становника. 42% становништва чине странци. Доминанатна религија је Католичанство.
| 1930. | 1941. | 1950. | 1960. | 1970. | 1980. | 1990. | 2000. | 2017. | 2019. |
| ----- | ----- | ----- | ----- | ----- | ----- | ----- | ----- | ----- | ----- |
| 1 632 | 2 007 | 2 735 | 3 398 | 3 921 | 4 606 | 4 897 | 4 927 | 5.450 | 5.696 |

## Партнерски градови
- Берн
- Ла Паз
- Беч